# Exochus erythrinus
Exochus erythrinus là một loài tò vò trong họ Ichneumonidae.